# Sceliomorpha longicornis
Sceliomorpha longicornis är en stekelart som beskrevs av William Harris Ashmead 1893. Sceliomorpha longicornis ingår i släktet Sceliomorpha och familjen Scelionidae. Inga underarter finns listade i Catalogue of Life.